# Miscela solfonitrica
La miscela solfonitrica è una miscela estremamente corrosiva di acido nitrico e acido solforico.

## Applicazioni
La miscela solfonitrica concentrata viene utilizzata nelle reazioni di nitrazione di diversi composti organici, prevalentemente dei composti aromatici, tipicamente il benzene. Tale reazione procede per intermediazione dello ione nitronio. Il composto viene inoltre utilizzato nella preparazione di nanotubi in carbonio e altri nanomateriali.

### Formazione dello ione nitronio
La reazione attraverso cui si forma lo ione nitronio è stata descritta nel 1982 da Field e Strachan e comprende due reazioni in equilibrio tra loro:
1) {\displaystyle {\ce {HNO3 <=> H+ + NO3-}}} (dissociazione acido nitrico)
3) {\displaystyle {\ce {HNO3 + H+ <=> NO2+ + H2O}}} (formazione ione nitronio)
La reazione completa è: 
{\displaystyle {\ce {HNO3H2O + H2SO4 <=>[k] NO2+ + A- + 2H2O}}}
Esperimenti dimostrano che l'equilibrio della reazione si sposta a sinistra per la reazione di dissociazione e a destra per quella di formazione dello ione nitronio all'aumentare della concentrazione dell'acido solforico. L'acido solforico non è dunque altro che un catalizzatore della reazione.